# Гибискадельфус вильдериевый
Гибискадельфус вильдериевый (лат. Hibiscadelphus wilderianus) — вымерший к 1912 году вид двудольных растений рода Гибискадельфус (Hibiscadelphus) семейства Мальвовые (Malvaceae). Известен по 1 экземпляру, найденному в 1910 году на острове Мауи.

## Ботаническое описание
Дерево до 5 метров в высоту; прилистники шиловидные, листья округло-сердцевидные, на верхушке заостренные, 7-10 см в длину, черешковые, с ясно выступающими жилками; цветки одиночные, 4 см в длину, прицветники линейные, 2 см в длину, чашечка трехлопостная, снаружи волосистая, чашелистики заостренные. Плод — яйцевидная коробочка, 3,5 см в длину и 3 см в ширину.

## Распространение и экология
Эндемик острова Мауи. Единственный экземпляр этого вида был обнаружен на южном склоне горы Халеакала.
Рос в сухих лесах на изолированных от лавы островках.

## Охранный статус
Вид внесен в Красную книгу МСОП со статусом «Исчезнувшие виды». Лимитирующие факторы неизвестны. Никакие меры по сохранению вида не проводились.

## Прочие сведения
В 2019 году аромат цветка этого вида был воссоздан с помощью ДНК, секвенированной из сохранившегося гербарного образца.